# Metalmania
Metalmania er den største heavy metal musikfestival i Østeuropa, og er blevet holdt årligt siden 1986. Festivalen i 2007 blev holdt den 23. marts ved Almássy i Budapest, Ungarn og den 24. marts ved Spodek i Katowice, Polen.

## Musikgrupper

### 2007
- Sepultura
- Paradise Lost
- Testament
- Destruction
- My Dying Bride
- Blaze
- Entombed
- Jorn Lande
- Korpiklaani
- Crystal Abyss
- Zyklon